# 新鐵金剛之黑日危機
《黑日危机》（英語：The World Is Not Enough）是1999年的英国电影，第19部詹姆斯·邦德系列电影，也是第三部皮尔斯·布鲁斯南扮演英国秘密情报局间谍詹姆斯·邦德的电影。本片由迈克尔·艾普特执导，故事和剧本由尼尔·珀维斯、罗伯特·韦德和布鲁斯·菲尔斯坦创作，迈克尔·G·威尔森和芭芭拉·布洛柯里担任制片人，片名来自《007之女王密使》原著小说台词。
电影的剧情主要讲述亿万富翁罗伯特·金爵士被恐怖分子雷纳德暗杀，邦德随即被派前往保护金的女儿艾莉卡，后者之前曾被雷纳德绑架向金勒索。但邦德之后发现艾莉卡并不像上司M所想像的那么简单，而且恐怖分子的目标是要在伊斯坦堡水域引发堆芯熔毁。
电影的拍摄地点包括西班牙、法国、阿塞拜疆、土耳其和英国，内景镜头大多在松林制片厂拍摄。虽然得到的专业评价褒贬不一，但商业上获得了成功，全球票房达3.61億美元。《黑日危机》也是Eon制片公司拍摄的詹姆斯·邦德系列电影中第一部由米高梅公司正式发行的，之前的都是由联美公司发行。

## 剧情
秘密情報局间谍詹姆斯·邦德与一位瑞士银行家会面，目的是帮上司M的一位朋友，英国石油大亨罗伯特·金爵士找回一笔钱。邦德告诉对方这笔钱是用来买回一份从秘密情报局盗走的报告，行事的间谍已遭灭口，所以邦德想知道是谁杀了他。银行家试图杀死邦德，但邦德制服了他，可银行家还没来得及说出刺客的名字就被伪装成他女助手的杀手所杀。不过邦德带着钱成功脱身。
罗伯特爵士来到秘密情报局取回自己的钱，却被藏在钱中的诱杀装置所杀。邦德又看到杀死银行家的女助手身在泰晤士河的一艘快艇上，双方展开追逐，杀手到达千禧巨蛋后试图乘热气球逃跑，但被邦德阻止，邦德愿意提供保护来换取情报，但她拒绝并引爆气球自杀。
邦德从案发现场找到余下的钱并追踪到一个叫雷诺德的恐怖分子，此人以前是克格勃间谍，秘密情报局曾试图取其性命，虽然没有成功，但还是在他大脑中留下一颗子弹，这个子弹逐渐摧毁了他的感官，让他感觉不到疼痛。M派邦德保护金的女儿艾莉卡，雷诺德之前曾绑架她索要赎金，秘密情报局相信他有可能故技重演。艾莉卡正在阿塞拜疆督导石油运输管道的建设，邦德到达后两人在山上参观管道的拟建路线，但遭到一伙配备有滑翔伞和雪上摩托車的全副武装攻击小队的袭击。
之后邦德通过线人得知艾莉卡的保安主管大卫多夫其实和雷诺德是一伙的。杀死此人后，邦德根据线索追查到位于哈萨克斯坦的一个俄罗斯洲際彈道飛彈基地。邦德假扮成一位俄国核科学家，认识了美国核物理学家克丽斯玛斯·琼斯并一起进入基地的发射井。他们发现雷诺德从一个核弹中取出全球定位卡和武器级的钚。但由于琼斯发出的声音被雷诺德发现，邦德没能杀死对方。雷诺德带着钚逃脱并启动了炸弹，不过邦德和琼斯也带着核弹的全球定位卡成功脱身。
回到阿塞拜疆后，邦德告诉M自己觉得艾莉卡可能并不像看起来那么单纯，但M没有相信他的判断。全球定位卡的警报表明从哈萨克斯坦被偷的核弹正在通过检修管道朝石油码头逼近，邦德和琼斯进入管道试图拆除核弹，后者发现上面大部分的钚都不见了。两人在核弹爆炸前成功跳出了管道，一大段管道被炸毁，邦德和琼斯两人被推定已经死亡。艾莉卡于是绑架了M，表明自己设计杀死了父亲，以此报复用她做诱饵试图抓捕雷诺德的做法。
邦德来到里海地区一家鱼子酱工厂找到前俄罗斯黑手党老大祖科夫斯基，一行人又遭到艾莉卡派来的直升机袭击。之后从祖科夫斯基口中邦德得知艾莉卡需要使用一艘由祖科夫斯基外甥掌管的潜艇。邦德和祖科夫斯基推测雷诺德和艾莉卡计划在这艘目前正在伊斯坦堡的潜艇上引爆核弹，不但伊斯坦堡会被摧毁，俄罗斯在博斯普鲁斯海峡的石油管道也会严重受损，这样艾莉卡没有通过伊斯坦堡的管道和石油就将大幅升值。邦德刚通过定位卡发现核弹位置，祖科夫斯基手下的金牙保镖布利昂就炸毁了指挥中心，祖科夫斯基炸晕了过去，邦德和琼斯被艾莉卡的爪牙抓获。琼斯被带到已经被雷诺德爪牙抢占的潜艇，邦德则被带到一个塔上，受到艾莉卡的折磨。祖科夫斯基和手下赶来并攻进塔内，但祖科夫斯基被艾莉卡用枪击中，临死前他用自己手杖裡的枪帮助邦德脱身，邦德于是杀死了艾莉卡并救出M。
邦德潜入潜艇救出琼斯。最后的大战中潜艇下沉并撞在博斯普鲁斯海峡底部破裂，邦德在雷诺德插入鈈棒時用氣壓將其彈出捅死他，并和琼斯一起逃出潜艇，反应堆也在水下安全地引爆了。

## 演员
- 皮尔斯·布鲁斯南饰詹姆斯·邦德
- 丹妮丝·理查兹饰克丽斯玛斯·琼斯（Christmas Jones），一位协助邦德的核物理学家[3]。理查兹表示自己喜欢这个角色，因为她“有头脑”、“稳重”，而且“和以前数十年的邦德女郎相比，这个角色有深度”[4]
- 羅勃·卡萊爾饰雷诺德（Renard）：电影中的两个大反派之一，曾是克格勃间谍但之后变成了恐怖主义者，由于脑子里有一颗子弹而感觉不到疼痛。
- 苏菲·玛索饰艾莉卡·金（Elektra King）：电影中的两个大反派之一，石油大亨罗伯特·金爵士的女儿，被雷诺德绑架后患上斯特哥尔摩综合症并爱上了对方，试图利用核污染让自己垄断石油管道运输市场。
- 茱蒂·丹契饰M，秘密情报局主管，詹姆斯·邦德的顶头上司。
- 戴斯蒙·李維林饰Q，秘密情报局的军需官，给邦德提供多用途车辆和各种先进、精密武器及装备。
- 约翰·克里斯饰Q的助手，之后也成为新的Q。
- 萨曼莎·邦德（英语：Samantha Bond）饰M的秘书曼妮潘妮小姐（Miss Moneypenny）。
- 乌尔里奇·汤姆森饰大卫多夫（Davidov），艾莉卡·金在阿塞拜疆的保安主管。
- 罗彼·考特拉尼饰瓦伦汀·祖科夫斯基（Valentin Zukovsky），前俄羅斯黑手黨老大和巴库赌场老板。他协助邦德来营救自己被雷诺德控制的外甥。
- 科林·萨蒙饰查尔斯·罗宾逊（Charles Robinson，秘密情报局参谋长。
- 塞雷娜·斯科特·托马斯（英语：Serena Scott Thomas）饰莫莉·沃恩弗拉什医生（Dr. Molly Warmflash），秘密情报局医生。
- 约翰·塞鲁（英语：John Seru）饰加伯尔（Gabor），艾莉卡·金的保镖。
- 戈尔迪（英语：Goldie）饰布利昂（Bullion），瓦伦汀·祖科夫斯基的金牙保镖。
- 玛莉亚·嘉西亚·古欣娜塔（英语：Maria Grazia Cucinotta）饰雷诺德手下一名经验丰富的杀手，片头杀死银行家的人，演员表上显示的名字是“雪茄女”（Cigar Girl）。
- 大卫·卡尔德（英语：David Calder (actor)）饰罗伯特·金爵士，艾莉卡的父亲，也是M的朋友，英国石油大亨。

## 制作
乔·丹特和彼得·杰克逊都曾有过导演本片的机会。芭芭拉·布洛柯里很喜欢后者执导的《罪孽天使》，不过不喜欢之后的《恐怖幽灵》，所以也就没有表现出和杰克逊合作的意图。杰克逊一直都是邦德的粉丝，他指出制片公司往往倾向于选择不是很有名的导演，所以自己完成《魔戒電影三部曲》后也不大可能会有机会再执导一部邦德电影了。

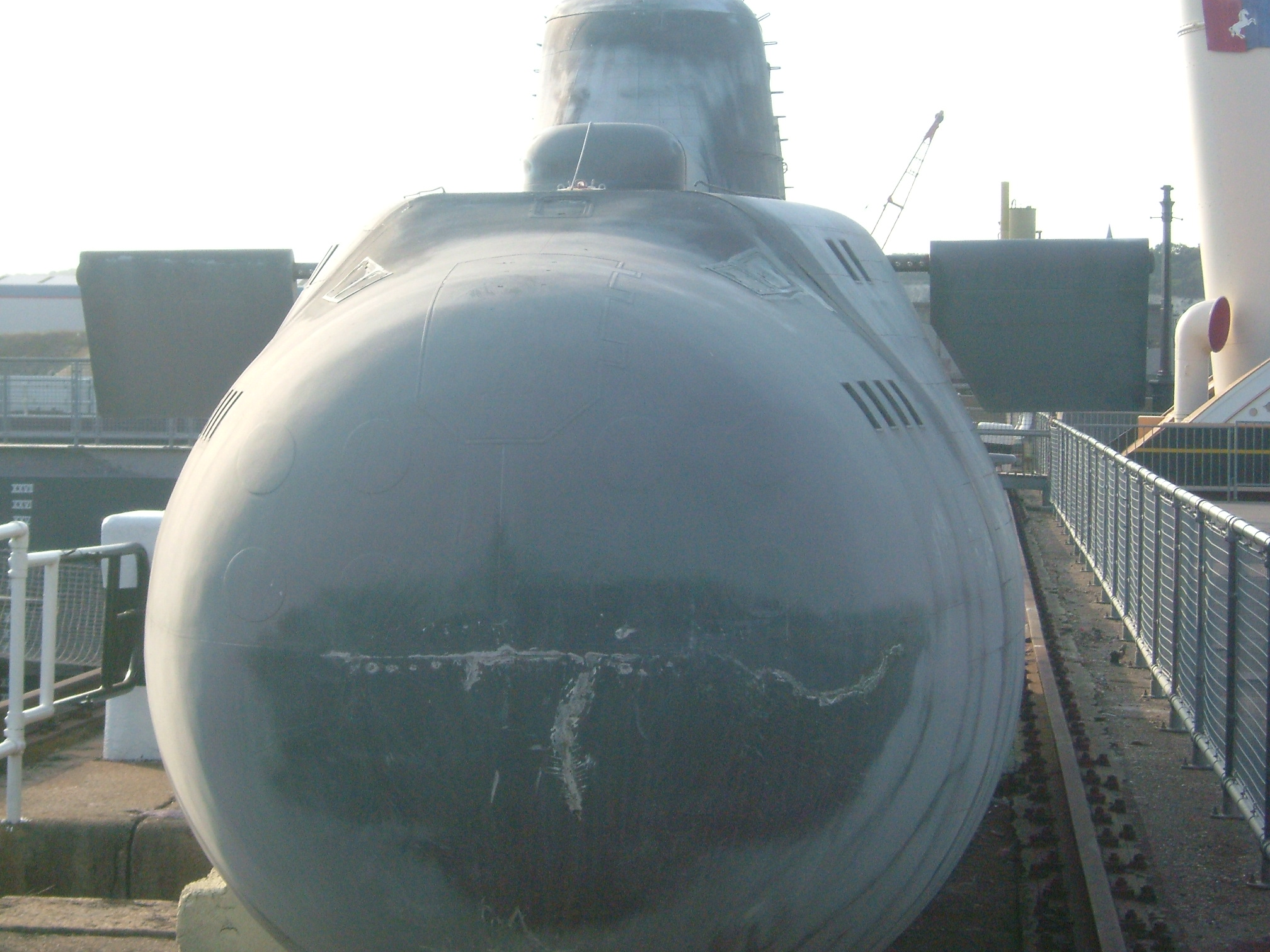
电影中的俄罗斯维克多III级潜艇

《黑日危机》在正式片名和字幕出现前的镜头有14分钟长，截止2012年上映的《007：大破天幕杀机》，本片仍然保持着最长的纪录。在电影发行的旗舰版DVD中有一段拍摄纪录片，导演迈克尔·艾普特表示这部镜头起初并不是这样安排的，但由于和以前的邦德电影对比来看，字幕前的内容显得不够精彩，所以字幕的部分推迟到了现在的位置，造就了这样一段最长的邦德电影字幕前桥段纪录。《每日电讯报》曾报道称英国政府出于安全上的顾虑而没有同意让部分镜头在真正的秘密情报局总部前拍摄。不过一位外交事务部发言人否认了这一说法，并表示对这篇文章感到不满。
电影起初计划于2000年发行，有传言称片名为《邦德2000》（Bond 2000）。另外还有传言称片名为《死神不等人》（Death Waits for No Man）、《火与冰》（Fire and Ice）、《压力点》（Pressure Point）等。英文片名是英语对拉丁文短句“Orbis non-sufficit”的译文，后者在现实生活中是托马斯·邦德爵士的格言。在电影《007之女王密使》及其原著小说中，这也被描述为邦德家族的格言。这句话又源自于亚历山大大帝的墓志铭。
编剧尼尔·珀维斯和罗伯特·韦德完成《抢翻天》后获聘编写本片的剧本。达娜·史蒂文斯（Dana Stevens）对剧本作了一些修改，但她的名字没有列入编剧名单中，之后再由布鲁斯·菲尔斯坦接手。

### 拍摄

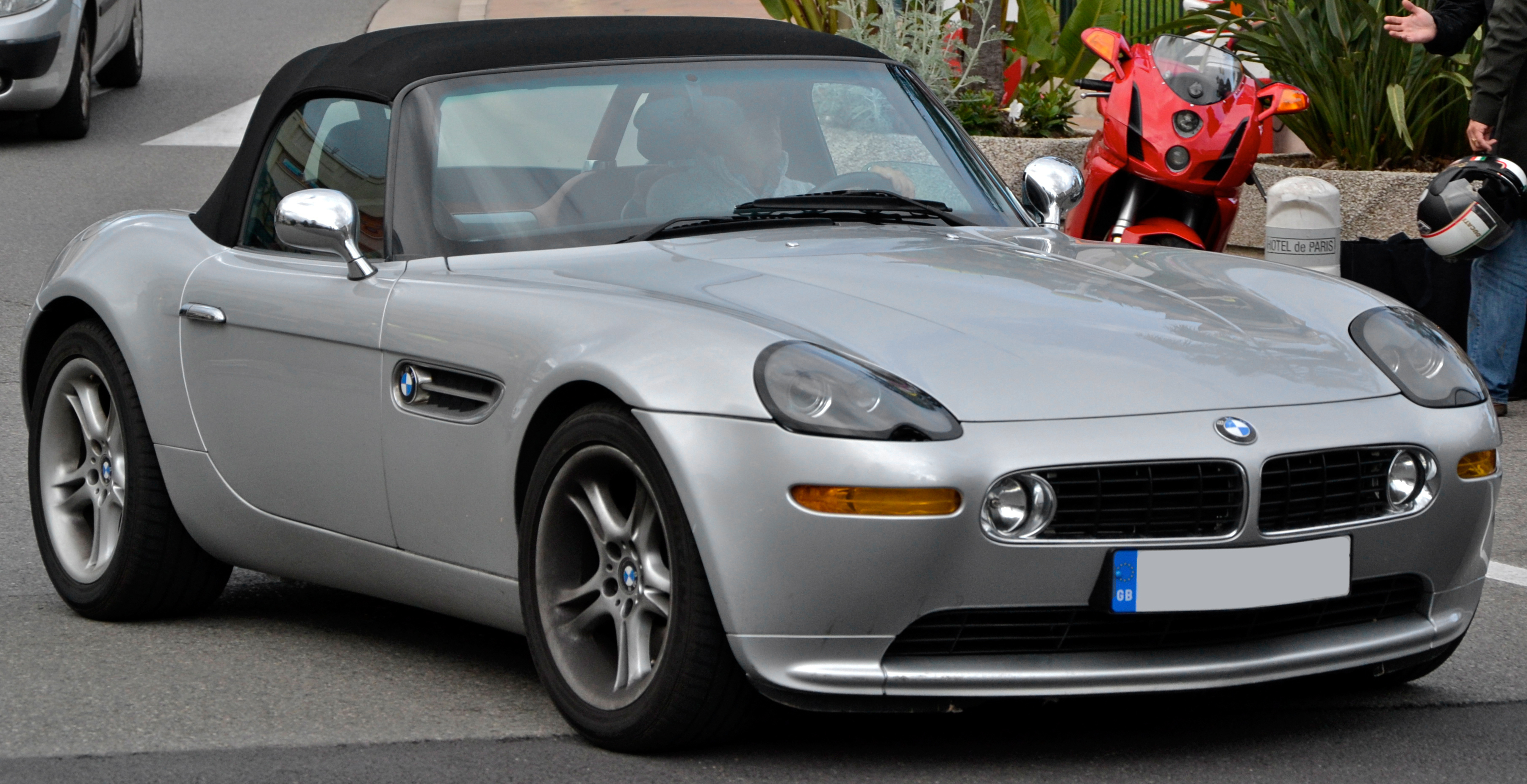
电影拍摄于宝马Z8（图中车辆）发布前几个月

电影标题字幕前的段落起始于西班牙的毕尔巴鄂，并在毕尔巴鄂古根海姆美术馆取景。然后转战伦敦，展示了秘密情报局总部大楼和泰晤士河上的千禧巨蛋。片头字幕结束后，剧组用苏格兰的艾琳多南堡作为秘密情报局总部进行拍摄。其它取景地点还包括阿塞拜疆的巴库、土耳其的伊斯坦堡等。电影的大部分内景镜头是在松林制片厂拍摄的。运河中追逐的镜头也是在英国拍摄。片中秘密情报局的临时运作中心是在爱莲·朵娜岛上取景拍摄的，而滑雪追逐的桥段则是在法国的霞慕尼摄制。后者的镜头拍摄还因为雪崩而延迟，剧组还协助了救援工作。
电影中位于哈萨克斯坦的核设施实际上是在西班牙的纳瓦拉拍摄的，而炼油厂控制中心则是位于威尔特郡斯温顿的一幢摩托罗拉办公楼。电影中的输油管道外景在威尔士的史諾多尼亞拍摄，水下潜艇的镜头是在巴哈马摄制的。
片中皮尔斯·布鲁斯南开的宝马Z8是电影公司与宝马达成的三部电影推广协议的最后一部分，之前已经在《新鐵金剛之金眼睛》中使用了Z3，并在《新鐵金剛之明日帝國》中使用了750iL。由于电影发行时Z8还没有上市，所以片中的多个模型都是專門为影片的拍摄而制作的。

### 音乐
大衛·阿諾德（David Arnold）为《黑日危机》谱写了配乐，这也是他第二次为邦德电影谱曲。阿诺德打破了以重复开场主题来结束电影的传统，而是以一首歌来作片尾曲。起初他选择了《只能怪我自己》（Only Myself to Blame）作片尾曲，但导演艾普特没有接受，但是改用混音变奏的詹姆斯·邦德主题音乐代替。《只能怪我自己》由阿诺德和唐·布莱克（Don Black）创作，斯考特·沃克（Scott Walker）演唱，收录在电影原声带唱片中，是其中的第19首，也是最后一首曲目，其旋律是艾莉卡·金的主题音乐。唱片中还有另外三段曲目：《赌场》（Casino）、《艾莉卡的主题》（Elektra's Theme）和《我从不失手》（I Never Miss）里面也可以听到这个主题。
曲目列表：
1.   3:57
2.   1:27
3.   5:19
4.   1:33
5.   1:31
6.   1:42
7.   2:57
8.   3:42
9.   2:06
10.   3:00
11.   6:27
12.   4:15
13.   2:45
14.   6:01
15.   2:22
16.   3:32
17.   10:20
18.   1:28
19.   3:37

电影的同名主题曲由大卫·阿诺德和唐·布莱克创作，垃圾合唱團表演，这是布莱克参与创作的第5首邦德主题歌，他之前还曾为《007之霹雳弹》、《007之金刚钻》、《007之金枪人》和《007之明日帝国》创作过主题音乐。垃圾合唱团也表演了电影中一个追逐戏段的配乐曲目。2006年末，IGN网站将在所有邦德电影主题曲中排在第9名。2012年，网站把这首歌评为所有邦德电影歌曲的第2位，仅次于《007之金手指》。这首歌还登上了两个“1999年最佳”名单，在89X的“1999年最优秀的89首歌曲”中名列第87位，还在Q101的“1999年最优秀的101首歌曲”中名列第100位。

## 发行和反响
《黑日危机》于1999年11月19日在美国首映，1999年11月26日在英国上映。当时米高梅和MTV公司签订了一份市场推广合作计划，主要针对的是美国青少年，并认为这一目标观众群会将邦德视为“老一辈的秘密间谍”。结果MTV在电影发行后马上播放了超过100小时与邦德有关的节目，其中大部分都以丹妮丝·理查兹为卖点。
影片上映首周就以3551万9007美元的收入登上北美电影票房排列榜冠军宝座，最终在美国进账1亿2694万3684美元，全球票房3亿6183万2400美元，创下了詹姆斯·邦德电影票房的新纪录，直到《新鐵金剛之不日殺機》上映后才被超越。电影还参加第72届奥斯卡金像奖视觉效果奖的第一轮角逐，但没能获得提名。《黑日危机》获得了土星獎最佳动作/历险/惊悚电影奖提名，皮尔斯·布鲁斯南赢得了帝国奖和大片娱乐奖的最佳男演员奖，大卫·阿诺德获得了一项BMI电影音乐奖。不过，丹妮丝·理查兹被授予了1999年金酸莓奖最差女配角奖，让本片成为第一部获得这一奖项“肯定”的邦德系列电影。理查兹和布鲁斯南还被提名“最差银幕情侣”。
《黑日危机》于2000年5月16日发行了DVD，其中包含《007的秘密》（Secrets of 007）花絮内容，电影拍摄的纪录片，两条评论音轨——一条由导演解说，另一条由艺术指导、助理导演和作曲家解说，还有同名游戏的预告片和垃圾合唱团的音乐视频。2006年发行的旗舰版DVD中包括一部名为《邦德鸡尾酒》（Bond Cocktail）的2000年纪录片，皮尔斯·布鲁斯南在香港的一场记者招待会、删除镜头以及向戴斯蒙·李維林致敬的段落。
电影获得的评价褒贬不一。根据烂蕃茄上收集的120篇评论文章，其中61篇给出了“新鲜”的正面评价，“新鲜度”为51%，平均得分5.7（最高10分）。而在Metacritic上收集的33篇评论中则有18篇给出好评，1篇差评，14篇褒贬不一，平均得分59（满分100）。《芝加哥太陽報》影评人罗杰·埃伯特给出了三星半的评价（最高四星），认为影片精彩纷呈，刺激而优雅，并且不断给人惊喜。而对电影的批评则主要针对于剧情的处理和动作场面过多上，《娱乐周刊》认为这是史上最差的邦德电影，认为其剧情是“如此令人费解，甚至皮尔斯·布鲁斯南也要承认感到迷惑”。MSN的诺曼·威尔纳（Norman Wilner）认为这不是最差，而是第3差，另外两部更差的分别是《鐵金剛勇戰大狂魔》和《鐵金剛勇戰殺人狂魔》。而IGN网站则认为这是史上第5烂的邦德电影。
评论家批评让理查兹来扮演一个核科学家实在缺乏可信度。她的服装——背心和短裤也招来了类似的反应。2008年，《娱乐周刊》将丹妮丝·理查兹评为史上最糟糕的邦德女郎之一。

## 改编
邦德小说家雷蒙德·本森根据电影的剧本创作了同名改编小说，部分细节有所改动，比如邦德的武器仍然是瓦爾特PP手槍而不是更新款的P99等。
2000年，美国艺电根据本片创作了基于任天堂64和PlayStation平台的同名第一人称射击游戏。不过之后针对个人电脑和PlayStation 2版本的发布计划予以取消，这些版本本有望使用Id Tech 3游戏引擎。